# NGC 3423
NGC 3423 (другие обозначения — UGC 5962, MCG 1-28-12, ZWG 38.29, PGC 32529) — спиральная галактика (Sc) в созвездии Секстанта. Открыта Уильямом Гершелем в 1784 году.
Этот объект входит в число перечисленных в оригинальной редакции «Нового общего каталога».
В NGC 3423 вспыхнула сверхновая SN 2009ls типа II, её пиковая видимая звездная величина составила 15,1. В 2019 году в этой же галактике был обнаружен кандидат в сверхновые, получивший обозначение AT2019ahd, позже было выяснено, что это была яркая голубая переменная во время выброса.
Интенсивность спектральных линий железа и магния максимальна в центре и понижается к периферии; линия H-бета ведёт себя противоположным образом. Усреднённый возраст звёздного населения понижен к центру, что может указывать на недавнюю вспышку звездообразования в нём. Области звездообразования распределены довольно плотно. При наблюдении в радиодиапазоне галактика имеет возмущённую форму.